# 小公女

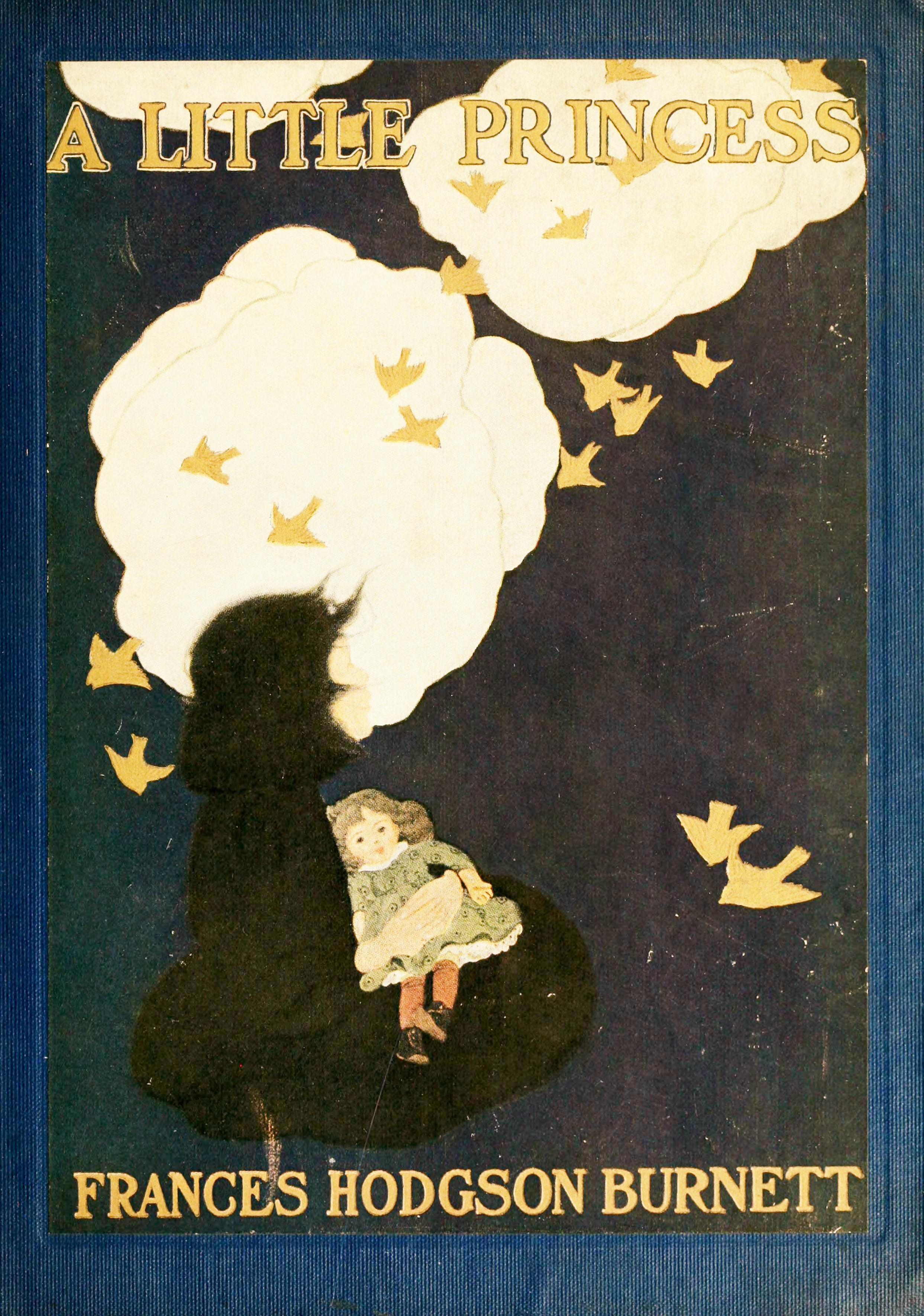
初版の表紙

『小公女』（しょうこうじょ、A Little Princess）は、アメリカの小説家フランシス・ホジソン・バーネットによる、児童文学作品の一つ。
雑誌「セントニコラス」に連載された。連載終了後、1888年に "Sara Crewe, or What Happened at Miss Minchin's"（セーラ・クルー、またはミンチン学院で何が起きたか）という題で発表されたが、舞台化の成功と読者からの投書に応じて大幅加筆された再版分（1905年）からは "A Little Princess" の題名で発行されている。
1893年、若松賤子による「セイラ・クルーの話」という題名で雑誌『少年園』において連載が行なわれた。日本での紹介はこれが初となるが、この連載は若松の死により中断され、未完のままである。また、1905年の小説は、藤井繁一の翻訳により、1910年に聚精堂から日本で初めて出版された。

## ストーリー
舞台は19世紀のイギリス。セーラ・クルーは、英領であったインドで資産家の父ラルフ・クルーとともに暮らしていたが、7歳の頃、父の故郷イギリスのロンドンにあるミンチン女子学院に入学する（当時、インドに住むイギリス国籍の子供は、その年頃になると勉学のために帰国し、寄宿舎に入る習わしがあった）。父の要望もあり、特別寄宿生となったセーラであるが、素封家の出であることを鼻に掛けることもなく聡明で心優しい性格で、たちまち人気者になる。
10歳の頃、父はインドで友人であるクリスフォードとともにダイヤモンド鉱山の事業を開始。学院の経営者であるマリア・ミンチン院長は、多額の寄付金を目当てにセーラの11歳の誕生日を盛大に祝うことを計画する。
しかし、誕生日のパーティーの最中に父親の訃報と事業破綻の知らせが届く。ミンチン院長は、それまでの出資金、学費などを回収できなくなったとし、セーラの持ち物を差し押さえた上で、屋根裏部屋住まいの使用人として働くように命じ、セーラの生活は一変した。突如訪れた不幸と、不慣れな貧しい暮らしの中でも「公女様（プリンセス）のつもり」で、気高さと優しさを失わずに日々を過ごすセーラ。
ある日、窓から迷い込んできた猿を届けにいったことから、飼い主の富豪こそが父の親友であり、父の事業の成功を告げ、遺産を渡そうとセーラを捜し求めていたことが判明する。セーラは隣の家に引き取られ、貧しかったときに苦労をともにしたベッキーも一緒に引き取り、幸せに暮らした。

## 登場人物
セーラ・クルー（セエラ・クルウ）
主人公の少女。物語開始当時は7歳。物心がつく前に亡くなった母はフランス人であったが、国籍は父同様にイギリスとなる。心優しい性格であるが、芯の強さも合わせ持ち、父の死によって周囲から冷遇されるようになってからも気高さを失わなかった。日常の使用言語は英語であるが、フランス語も流暢である（ヒンディー語は挨拶程度）。出版社によってサラ、セアラ、サアラと表記されているものも存在する。
ラルフ・クルー（クルー大尉、ラルフ・クルウ）
セーラの父でイギリス人。やや娘に甘い面がみられる。妻の母国の言葉を好んだため、妻を亡くした後もセーラにフランス語で話しかけた。セーラをイギリスに送り届けた数年後、クリスフォードの勧めでダイヤモンド鉱山の事業に着手するが、インドの山小屋で病死。この時点では事業に失敗し、無一文であると伝えられたが、死後に事業が成功。破産が取り消される。
マリア・ミンチン院長（ミンチン女史）
セーラが入学した寄宿学校の院長。強欲で高慢な性格で、生徒の保護者から学院に支払われる寄付金の額を全ての基準にしている。のちにダイヤモンド鉱山の成功を知って、セーラを学院に戻そうとするが、突っぱねられ逆上した。細身で背が高く冷淡な印象を持つ。
アメリア・ミンチン（アメリア嬢）
マリア院長の妹。気立ては良いが、気が利かない。不平不満が多いが、姉を恐れて何もできずにいる。しかし、後に姉に対してヒステリーを炸裂させた。やや太めと設定されている。
ベッキー（レベッカ、ベッキイ）
ミンチン女学院の使用人。セーラの入学から2年が経った頃にミンチン女学院で働き始める。身寄りがなく、学院に来る前は邪険な性格のおばに育てられていた。初登場時は14歳。当初は文字の読み書きが苦手であった。セーラより5歳年上で、彼女からの親切に感激。一緒に働くようになった時には、セーラを何かと支え、のちにセーラの希望でクリスフォード家に引き取られる。
アーメンガード・セントジョン（アアミンガアド・セント・ジョン、アーミィ）
セーラと同い年の生徒。父は大学教授で、イライザという叔母がいる。心優しいが臆病。あまり物覚えが良い方ではなく、成績は下の方（叔母と似た面があると父に指摘されている）。少々太めで髪のリボンを噛むのが癖。セーラを慕い、親友となる。
ロッティ・レイ
セーラより3歳年下で、初登場時は4歳。セーラ同様、物心つく前に母親を亡くしている。溺愛されて育ったこともあり、甘えん坊で泣き虫な性格をもてあました父により、学院に入れられてしまう。セーラを母のように慕い、屋根裏部屋まで会いに来たこともある。
ラビニア・ハーバート（ラヴィニア・ハアバアト）
セーラのクラスメイトで、裕福な商人の娘。初登場時は13歳。美少女であるが少々意地悪な面があり、学院の看板生徒の座を奪われたとして、何かとセーラにつっかかる。セーラが貧しくなると嘲るような言動が見られ、アーメンガードが屋根裏部屋へお菓子を届けたことを院長に密告している。
ジェシー（ジェッシイ）
セーラのクラスメイト。セーラの持ち物などを見て感嘆した。ラビニアとよく行動をともにする腰巾着的存在で、セーラからは好かれてないが性格は悪い方ではなく、セーラに嫌がらせをするラビニアに対して不快感を抱き、注意をしたことがある。ラストでセーラのことを「あの人には何か変わった事が起きると思っていた。だってあの人自身がとても変わっているんですもの」と発言。
ガートルード
セーラのクラスメイト。名前のみの登場。
アンヌ（アン）
セーラが買い物の途中、街頭で出会った浮浪児。身寄りがなく、のちにブラウン夫人（後述）に引き取られ、働き始める。
ブラウン夫人
セーラが立ち寄ったパン屋の店主。セーラにパンをおまけしている。のちにアンヌを住み込みの店員として雇う。
トム・カリスフォード（カリスフォド氏）
セーラの父・ラルフの親友で旧知の仲。ラルフの死の直前、事業に失敗したと思い込み、自身が熱病に罹ったこともあり、山から逃げ出している。事業成功後、預かった財産を届けようとセーラを探し続けていた。独身で天涯孤独ということもあり、自身の財産を継がせるとしてセーラの身元を引き受け、保護者になる。
バロー・アンド・スキップワース
ロンドンで事務所を開業している弁護士で、ラルフから代理人を依頼されていた。セーラの11歳の誕生日に学院を訪れ、ラルフの死と破産、自身も相当な金額が未回収となっていると院長に告げて帰ってゆく。小柄で骨張った体つきで、愛想のない性格。
カーマイクル
学院の近くに住んでいる弁護士（セーラから「大きい家」と名付けられた家）。既婚者でドナルドとジャネットを始め、大勢の子供がいる。クリスフォードの顧問弁護士として長い間、セーラを探して回っていた。
ラムダス
クリスフォード家に住み込みで働いているインド人。逃げ出した猿がきっかけでセーラと知り合う。クリスフォードの依頼で、身軽さを活かしてセーラに様々な物を届けた。
ドナルド
カーマイクルの息子。セーラを物乞いと思い違えて施しをしたことを、姉たちから叱責される。のちにセーラに謝罪し、親しくなる。
マリエット
セーラの専属メイドとして学院に住み込んでいたフランス人女性。セーラの礼儀正しさと風変わりな面に好意を持つ。ベッキーの身の上話をセーラに話して聞かせたこともある。ラルフの破産により、セーラの誕生日の翌日に解雇される。

## 他メディアへの展開

### 映画
原題はいずれも“The Little Princess”。
- 『小公女（英語版）』（1917年、アメリカ、メアリー・ピックフォード・カンパニー、サイレント、約60分）

監督：マーシャル・ニーラン／出演：メアリー・ピックフォード（セーラ）、ノーマン・ケリー（クルー大尉）、ザス・ピッツ（ベッキー）、キャサリン・グリフィス（ミンチン校長）ほか。
- 『テンプルちゃんの小公女』（1939年、アメリカ、20世紀フォックス、テクニカラー、約90分）

監督：ウォルター・ラング／出演：シャーリー・テンプル（セーラ）、イアン・ハンター（クルー大尉）、メアリー・ナッシュ（ミンチン校長）、シーザー・ロメロ、アーサー・トリーチャー、シビル・ジェーソン（ベッキー）、リチャード・グリーン、アニタ・ルイーズほか。
- 『リトル・プリンセス』（1995年、アメリカ、ワーナー・ブラザース、テクニカラー、97分）

監督：アルフォンソ・クアロン 出演：リーゼル・マシューズ（セーラ）、エレナー・ブロン（ミンチン校長）ほか。

### アニメ
まんが世界昔ばなし「小公女」
（TBS系、ダックスインターナショナル制作、1978年10月11日 - 12月27日）
世界名作劇場『小公女セーラ』
（フジテレビ系、日本アニメーション制作、1985年1月6日 - 12月29日）
名劇としては大ヒット作品。原作よりいじめが過激で、当時の日本の社会問題を反映した内容。登場人物の設定も異なり、一部原作には登場しない人物もいる。また、セーラの性格描写には原作との大きな差異が見られる。主演は島本須美。
ハローキティの小公女
（OVA『サンリオ世界名作映画館』シリーズ、1994年7月21日）

### テレビドラマ
- 『小公女』（1986年、イギリス、London Weekend Television、TVドラマ、約160分）

監督：キャロル・ワイズマン 出演：モーリン・リップマン（ミンチン校長）、アメリア・シャンクリー（セーラ）ほか。
「世界名作劇場」版の大ヒットに便乗して日本に輸入され、日本語吹替版が製作されて日本クラウンにてVHSソフトが発売された。
日本語版制作：テレシス 演出：山田悦司 出演：島本須美、藤波京子、潘恵子、大塚芳忠、井上瑤、山田栄子、佐久間レイ、勝生真沙子、西村知道
- 『小公女セイラ』（TBS系、2009年10月17日 - 12月19日）

舞台を現在の日本に置き換えており、登場人物も日本人名に置き換えている。原作とは異なり、全寮制の女子高等学校が舞台となっているため、一部では登場人物の設定が異なる。主演は志田未来。

### 漫画
- 『小公女』

マンガ：内田マリ子（集英社、なかよし、1956年ごろ）
- 『小公女』（集英社、少女漫画文庫２ 1959年1月発行）[3]

マンガ：高井研一郎
- 『小公女』（講談社、なかよし増刊 1961年1月15日発行お正月増刊号付録）[4][5]

マンガ：古城武司
- 『小公女』（小学館、小学一年生 1973年1月増刊号）[6]

マンガ：志村みどり
- 『小公女』（小学館、小学三年生 1980年9月号 - 10月号）[7][8]

マンガ：高瀬直子
- 『小公女』

マンガ：わたなべまさこ（毎日小学生新聞 1981年1/5 - 7/10断続連載　／　ホーム社、わたなべまさこ名作集、1996年）
- マンガジュニア名作シリーズ『小公女』（学研マーケティング、2012年2月2日発売、ISBN 978-4-05-203501-2）[10][11]

マンガ：布袋あずき 構成：ミハラテツヤ
- 『小公女～転生したら名作の中でしたシリーズ～』（風町ふく作、芳文社週刊漫画TIMES、2022年 - 2023年）[12][13]

マンガ：風町ふく
セーラが現代からの転生者であるという設定が加えられている。
コミックス：全3巻（電子書籍）

## 近年刊の訳書
- 畔柳和代訳（新潮文庫、2014年）ISBN 4102214038
- 土屋京子訳（光文社古典新訳文庫、2021年）ISBN 4334754422
- 羽田詩津子訳（角川文庫、2021年）ISBN 4041092388

以下は児童出版
- 「小公女」高楼方子訳（エセル・フランクリン・ベッツ（英語版）絵、福音館書店〈福音館古典童話シリーズ、2011年〉）ISBN 4834026752
- 「小公女」脇明子訳（岩波少年文庫、2012年）ISBN 4001142163
- 「小公女セーラ」杉田七重訳（椎名優絵、角川つばさ文庫、2013年）ISBN 4046313269
- 「小公女セーラ」田邊雅之訳（小学館ジュニア文庫、2016年）ISBN 4065150248
- 「リトルプリンセス　小公女セーラ」石崎洋司訳（藤田香絵、講談社青い鳥文庫、2019年）ISBN 4065150248